# Вееська сільська рада
Ве́еська сільська рада (ест. Vee külanõukogu, рос. Веэский сельский совет) — сільська рада в Естонській РСР, адміністративно-територіальна одиниця в складі повіту Пярнумаа (1945—1950) та Пярну-Яаґупіського району (1950—1954).

## Історія
16 серпня 1945 року на території волості Галінґа в Пярнуському повіті утворена Вееська сільська рада з центром у селі Вее. Територія сільради збігалася з волостю Вее, що існувала впродовж 1866—1939 років.
26 вересня 1950 року, після скасування в Естонській РСР повітового та волосного поділу, сільська рада ввійшла до складу новоутвореного Пярну-Яаґупіського сільського району.
17 червня 1954 року в процесі укрупнення сільських рад Естонської РСР Вееська сільська рада ліквідована, а її територія склала західну частину Галінґаської сільської ради.